# Tortuga (île du Mexique)
Pour les articles homonymes, voir Tortuga.
Tortuga (en français : tortue) est une petite île mexicaine située dans le golfe de Californie au large des côtes de la Basse-Californie du Sud.

## Géographie
L'île, d'origine volcanique, est située au sud en plein milieu du golfe de Californie et se trouve à 55 km de la péninsule de Basse-Californie. Elle fait environ 4,5 km de longueur et 3 km de largeur maximales pour 11,374 km2 de superficie totale. Tortuga se trouve à 37 km de Santa Rosalía, la plus proche ville.
L'île totalement aride est inhabitée.

## Histoire
En 2005, l'île a été classée avec 244 autres au Patrimoine mondial de l'humanité par l'UNESCO comme Îles et aires protégées du Golfe de Californie.